# Signalizační stavby trigonometrických bodů
Signalizační stavby trigonometrických bodů jsou objekty využívané při budování nebo zhušťování trigonometrických sítí. Trigonometrický bod, který je obvykle stabilizován povrchovou a jednou či více podzemními značkami, je třeba signalizovat tak, aby byl jednoznačně identifikovatelný a umožňoval cílení i při záměrách o délce několika desítek kilometrů. Z toho důvodu je bod opatřen tzv. signalizační stavbou, zkráceně signálem.

## Základní dělení signalizačních staveb
Podle Instrukce A lze signální stavby rozdělit na tři základní druhy: přirozené signály, smíšené signály a umělé signály.

### Přirozené signály
Jedná se o stavby v krajině, které nejsou určeny pro měřické využití, ale svým tvarem, stabilitou a polohou toto využití umožňují. Jako příklad tohoto druhu signalizace je možné uvést například kostelní věže, kde je vztažný bod často volen ve středu makovice (např.: chrám sv. Víta v Praze, katedrála sv. Bartoloměje v Plzni, ale i množství méně známých). Dalším příkladem přirozené signalizace je pata hromosvodu Petřínské rozhledny.

### Smíšené signály
Opět se jedná o stavby původně postavené za jiným účelem. Oproti výše uvedeným však před měřením vyžadují speciální úpravy, například zřízení záměrného cíle, podlahy apod.

### Umělé signály
Tyto stavby je třeba nově postavit od základů. Musí splňovat četná kritéria a to jak ekonomická, tak konstrukční: při jejich stavbě nesmí dojít k poškození stabilizace bodu, jsou umístěny ideálně centricky nad bodem, zůstávají stabilní i při působení povětrnostních vlivů, umožňují, resp. nebrání pevnému postavení měřického stroje a zaměření na další body, náklady na stavbu jsou přiměřené významu bodu.
Pro rozlišení bodů vyšších řádů a podrobné / místní triangulace jsou tyče signálů bodů vyšších řádů opatřeny černým záměrným hranolem (20×20×40 cm) a natřeny černě a bíle. Vrchol pyramidy je obit 5 až 7 řadami bíle natřených prken. Body podrobné / místní triangulace mají střední tyč natřenou do 1/2 bíle a výše černě, případně po třetinách v pořadí černá–bílá–černá. Cílí se vždy na rozhraní černé a bílé barvy první odspodu. Nátěr je prováděn zpravidla fermežovými barvami v několika vrstvách.
Umělé signály můžeme dále dělit na pyramidy a měřické věže.

#### Pyramida trojboká či čtyřboká

Čtyřboká signalizační pyramida.

Trojboká pyramida se staví v místech s pevným podložím, pokud je doprava stavebního materiálu problematická. V ostatních případech se staví pyramida čtyřboká. Stavba pyramidy je zahájena vyhloubením jam hlubokých nejméně 1,2 metru a zřídkakdy hlubších než 2 metry. V případě nestabilního podloží je vyztuženo cihlovou podezdívkou nebo betonovou vrstvou (síla nejméně 30 cm) na povalech. Do vyhloubených jam se vztyčuje konstrukce z odkorněného a vyschlého dřeva, nejlépe smrkového. Části, které budou pod úrovní terénu se impregnují dehtem nebo i jen opálením. V případě trojboké pyramidy je konstrukce volně zkompletována na zemi a poté postavena, u čtyřboké pyramidy je postavena nejdříve s třemi nohami, čtvrtá je připevněna již na stojící konstrukci. Následně se pomocí olovnice uvede střední signalizační tyč do svislého stavu a posunem celé konstrukce se centruje nad bodem. Poté je střední tyč připevněna kleštinami a konstrukce zpevněna vodorovnými věnci. Teprve poté jsou nohy konstrukce zasypány, případně ještě zajištěny v zemi kotvami. Posledním krokem je vodorovné obití prkénky – jedna vrstva se vždy vynechá, aby stavba nečelila větru souvislou plochou.

#### Pyramida se zvýšeným postavením stroje

Čtyřboká signalizační pyramida se zvýšeným postavením stroje.

Konstrukce signalizační části stavby je shodná s popisem výše. Do ní je na čtyřbokém podstavci vestavěn observační sloup se stolkem pro měřický stroj. Výška stroje by neměla být výše než v polovině pyramidy. V příslušné výšce je na konstrukci pyramidy doplněna podlaha pro obsluhu stroje. Signalizační část stavby s podlahou nesmí být žádnou částí v kontaktu s konstrukcí nesoucí observační sloup.

#### Měřická věž
Měřická věž je nejvyšší kategorií signalizačních staveb. Můžeme rozlišit tři základní druhy věží: dřevěné, sestávající ze dvou vzájemně se nedotýkajících konstrukcí pro signalizaci a pohyb osob a pro měřický stroj; zděné, stavěné při budování astronomicko-geodetické sítě a ostatní, například vojenské ocelové konstrukce.

## Stručné shrnutí historie signalizačních staveb trigonometrických bodů
Budování trigonometrických sítí na území České republiky probíhalo v rámci budování geodetických měření pro stabilní katastr, II. vojenské mapování a III. vojenské mapování. Podle dobové literatury, například Instruction für die bey der k. k. österreichischen Landes-Vermessung angestellten Herren Officiere (R, Binnethal. 1810),  Mittheilungen des Kaiserl. Königl. Militär-Geographischen Institutes (1898) nebo Handbuch der Vermessungskunde (W, Jordan. 1896) byla konstrukce pyramid shodná s výše popsanou, Binnethalova instrukce z roku 1810 připouští i stavbu pyramidy celé vyzděné. Popisované pyramidy dosahovaly výšky až 20 metrů. Naopak u měřických věží je informace pouze o tom, že muselo býti dbáno pevnosti konstrukce.
Signalizační stavby, s jejichž pozůstatky se čtenáři ještě stále mohou výjimečně setkat, jsou stavby vybudované podle návodu V. Kolomazníka, používané při budování JTSK od roku 1920, později začleněného do Instrukce A.
Dalším významným obdobím bylo budování zděných měřických věží při budování Astronomicko-geodetické sítě v letech 1936–1941.
Budování signalizačních staveb trigonometrických bodů je spojeno s budováním klasických geodetických základů. V současné době s rostoucím vlivem moderních metod jako GNSS ztrácejí na významu a zejména dřevěné stavby již téměř vymizely z krajiny.

## Zajímavosti
Signalizační stavby trigonometrických bodů jsou poměrně výrazným projevem zeměměřických činností. Jako takové je například na titulní straně odborného časopisu Geodetický a kartografický obzor ilustrace pyramidy se zvýšeným postavením stroje, v zahraničí se pak dostaly například i na poštovní známky.